# Европа (сателит)
Европа (лат. Europa — Европа) је јединствен месец Јупитера који је запањивао научнике стотинама година. Блиставо наранџасте боје, други је Галилејев сателит Јупитера. Мало мања од Земљиног Месеца, Европа се првенствено састоји од силикатних стена и има водену-ледену кору и вероватно гвоздено–никалско језгро. Она има веома танку атмосферу која се углавном састоји од кисеоника. Њена површина има веома чудан изглед, јединствен у Сунчевом систему, и убраја се међу најсјајније, што је последица рефлектованих Сунчевих зрака са релативно младе ледене површине. Површина је избраздана пукотинама и пругама, али има релативно мали кратера. Осим помоћу телескопских опсерваторија на Земљи, Европа је изучавана помоћу сукцесије свемирских сонди које су пролетеле поред ње, прва од којих је то учинила током раних 1970-их.
Такође се убраја у најглаткије, јер за разлику од Ганимеда и Калиста, оскудева у кратерима. Покривена је лавиринтима линија и трака, које подсећају на Марсове канале. Дужина неких линија достиже и хиљаде километара а ширина 20–40 km. Сателит има ледену кору дебљине 75–100 km, а линије и траке, сугеришу на постојање различитих тензија испод коре. То се може лако схватити ако се сетимо близине Јупитера и плимских сила услед којих је унутрашњост Европе врела. Мада је средња температура на површини око – 150 °C, у дубљим слојевима ледене коре температура би могла бити знатно повољнија због топле унутрашњости. Ледена кора стално поравнава површину сателита, због чега је Европа најглаткије тело, на коме се „планине” уздижу само 40 m изнад површине. Она личи на јако изгребану наранџасту кристалну куглу. Многобројни примери присуства ударних кратера, указују на, у астрономским размерама, готово тренутно зацељивање рана. До сада је нађено само три кратера пречника већих од 5 km. 
Полупречник Европе износи 1.565 km, дакле нешто мањи од Месечевог радијуса. Европа поседује метално језгро које се вероватно састоји од гвожђа и никла. На језгро належе стеновити слој, док на овај належе слој ледене или течне воде. Површински слој се доста разликује од осталих. Фотографије свемирске сонде Галилео наговестиле су постојање воденог океана испод слоја леда, чија дебљина износи 10–30 km. Подповршински океан је дубине око 100 km, а запремина воде у океану износи око  што је количина више него два пута већа од воде у свим воденим површинама на Земљи.
Привидна младост и глаткоћа површине довели су до хипотезе да постоји водени океан испод ње, за који се може претпоставити да удомљује ванземаљски живот. Превладавајући модел сугерише да топлота од загревања услед плиме и осеке узрокује да океан остане тачан и доводи до покретања леда које наликује кретању тектонских плоча, при чеум се апсорбују хемикалије са површине у океан испод. Могуће је да је морска со из подповршинског океана превлака неких геолошких својстава Европе, што сугерише да океан формира интеракције са морским дном. То може да буде важно у утврђивању насељивости Европе. Осим тога, телескопом Хабл су детектовани облаци водене паре слични онима који су уочени на на Сатурновом месецу Енкеладу, за које се сматра да су узроковани ерупцијама криогејзера. У мају 2018, астрономи су пружили подржавајућу евиденцију о активностима струја водене паре на Европи, базирану на ажурираној критичкој анализи података добијених са Галилео свемирске сонде, која је кружила око Јупитера од 1995. до 2003. године. Таква активност облака могла би да помогне истраживачима у потрази за животом из подповршинског океана Европе без слетања на тај месец.
Галилео мисија, лансирана 1989, пружила је највећи део садашњих података о Европи. Ниједна свемирска летелица још није слетела на Европу, мада је неколико таквих истраживачких мисија било предложено. Истраживач Јупитерових ледених сателита (енгл. Jupiter Icy Moon Explorer - JUICE) Европске свемирске агенције је мисија на Ганимеду која би требало да буде лансирана 2022. године, и која ће обухватати два облетања Европе. NASA је планирала мисију Клипер Европе која би требало да буде лансирана током средине 2020-их. У септембру 2016. објављено је да су користећи телескоп Хабл научници приметили потенцијалне гејзире који избацују воду на висину од скоро 200 км од површине Европе. Ови налази помоћи ће инжењерима при дизајнирању будућих свемирских сонди како би се Европа што детаљније истражила.

## Откриће и именовање
Европу, заједно са три друга Јупитерова месеца, Ија, Ганимед, и Калисто, је открио Галилео Галилеј дана 8. јануара 1610, и вероватно ју је независно открио Симон Мариј. Прве објављене опсервације Ија и Европе је направио Галилео Галилеј дана 7. јануара 1610 користећи рефрактирајући телескоп са 20×-магнификацијом на Универзитету у Падови. Међутим, у тој опсервацији, Галилео није могао да раздвоји Ију и Европу услед ниске магнификације његовог телескопа, тако да су та два објекта записана као једна светла тачка. Следећег дана, 8. јануара 1610 (који се користи као датум открића Европе од стране IAU), Ија и Европа су виђени по први пут као засебна тела током Галилеових опсервација Јупитеровог система.
Европа је именована по Европи, ћерки краља Тира, феничанског племића у грчкој митологији. Попут свих Галилејевих сателита, Европа је именована по Зевсовим љубавницама, грчким панданом Јупитера. Европи се удварао Зеус и постала је краљица Крита. Схему именовања је предложио Симон Мариј, који је независно открио ова четири сателита. Мариј је приписао предлог Јохану Кеплеру.
Та имена су дуго времена била занемарена и тек су средином двадесетог века ушла у општу употребу. У већини раније астрономске литературе, Европа се једноставно назива по њеној римској нумеричкој дезигнацији као Јупитер  (систем који је увео Галилео) или као „други сателит Јупитера”. Године 1892, откриће Амалтеја, чија орбита лежи ближе Јупитеру него Галилејови месеци, потиснула је Европу на трећу позицију. Сонда Војаџер је открила још три унутрашња сателита 1979. године, тако да је Европа сад сматрана шестим Јупитеровим сателитом, мада се још увек понекад назива Јупитер .

## Физичке карактеристике
Европа је нешто мања од Земљиног Месеца. Са пречником од 3.121 километар (1.900 миља) у пречнику, шести је највећи месец и петнаести највећи објекат у Сунчевом систему. Најмањи је од Галилејевих сателита. Њена густина сугерише да је по саставу слична терестричким планетама, будући да је првенствено састављена од силикатних стена. 
Процењује се да Европа има спољашњи слој воде дебљине око 100 километара – део је замрзнут као њена кора, а део као течни океан испод леда. Недавни подаци о магнетном пољу са орбитера Галилео показали су да Европа има индуковано магнетно поље кроз интеракцију са Јупитеровим, што указује на присуство подземног проводног слоја. Овај слој је вероватно слани океан течне воде. Процењује се да су делови коре претрпели ротацију од скоро 80°, скоро се преврћући (видети право поларно лутање), што би било мало вероватно да је лед чврсто везан за плашт. Европа вероватно садржи метално гвоздено језгро.

## Подземни океан
Научни консензус сугерише да испод површине Европе постоји слој течне воде и да топлота од плимног савијања омогућава да подземни океан остане течан. Просечна температура површине Европе је око 110 K (−160 °C; −260 °F) на екватору и само 50 K (−220 °C; −370 °F) на половима, одржавајући ледену кору Европе тврдом као гранит. Први наговештаји подземног океана дошли су из теоријских разматрања плимског загревања (последица благо ексцентричне орбите Европе и орбиталне резонанције са другим Галилејевим месецима). Чланови Галилејевог тима за снимање тврде да постоји подземни океан на основу анализе Војаџерових и Галилејевих слика. Најдраматичнији пример је „хаотични терен“, уобичајена карактеристика на површини Европе коју неки тумаче као регион где се подземни океан отопио кроз ледену кору. Ово тумачење је контроверзно. Већина геолога који су проучавали Европу фаворизује оно што се обично назива моделом „дебелог леда“, у којем је океан ретко, ако икада, директно интераговао са садашњом површином.Најбољи доказ за модел дебелог леда је проучавање великих кратера Европе. Највеће ударне структуре су окружене концентричним прстеновима и изгледа да су испуњене релативно равним, свежим ледом; на основу овога и на основу израчунате количине топлоте коју генеришу плиме на Европи, процењује се да је спољашња кора чврстог леда дебљине приближно 10 до 30 км, укључујући слој дуктилног „топлог леда“, што би могло да значи да течни океан испод може бити дубок око 100 km. То доводи до запремине океана Европе од 3×1018м³, што је између два или три пута већа запремина од Земљиних океана. Модел танког леда сугерише да ледена љуска Европе може бити дебљина само неколико километара. Међутим, већина планетарних научника закључује да овај модел разматра само оне највише слојеве Европске коре који се понашају еластично када су под утицајем Јупитерових плимних сила. Један пример је анализа флексуре, у којој се Европска кора моделира као раван или сфера оптерећена и савијена великим теретом. Модели попут овог сугеришу да би спољашњи еластични део ледене коре могао бити танак и до 200 метара (660 стопа). Ако је ледена љуска Европе заиста дебела само неколико километара, овај модел „танког леда“ би значио да би редован контакт течне унутрашњости са површином могао да се одвија кроз отворене гребене, узрокујући формирање подручја хаотичног терена.Велики удари који пролазе кроз ледену кору такође би били начин на који би подземни океан могао бити изложен.

## Атмосфера
Атмосфера Европе може се категорисати као танка и ретка (често називана егзосфером), првенствено састављена од кисеоника и трагова водене паре.Међутим, ова количина кисеоника се производи на небиолошки начин. С обзиром на то да је површина Европе ледена, а самим тим и веома хладна; како се сунчево ултраљубичасто зрачење и наелектрисане честице (јони и електрони) из Јупитерове магнетосферске средине сударају са површином Европе, ствара се водена пара која се тренутно раздваја на кисеонични и водонични састојак. Како се наставља кретати, водоник је довољно лаган да прође кроз површинску гравитацију атмосфере остављајући за собом само кисеоник. Атмосфера ограничена површином формира се радиолизом, дисоцијацијом молекула путем зрачења.Ова акумулирана кисеонична атмосфера може достићи висину од 190 км изнад површине Европе. Молекуларни кисеоник је најгушћа компонента атмосфере јер има дуг век трајања; након повратка на површину, не лепи се (не замрзава) као молекул воде или водоник-пероксида, већ се десорбује са површине и покреће нови балистички лук. Молекуларни водоник никада не досеже површину, јер је довољно лаган да избегне површинску гравитацију Европе. Европа је један од ретких месеца у Сунчевом систему са мерљивом атмосфером, заједно са Титаном, Иом, Тритоном, Ганимедом и Калистом.Европа је такође један од неколико месеца у Сунчевом систему са веома великим количинама леда (испарљивих материја), иначе познатих као „ледени месеци“.
Европа се такође сматра геолошки активном због сталног ослобађања смеша водоника и кисеоника у свемир. Као резултат испуштања честица са Месеца, атмосфера захтева континуирано обнављање. Европа такође садржи малу магнетосферу (приближно 25% Ганимедове). Међутим, ова магнетосфера варира у величини док Европа кружи кроз Јупитерово магнетно поље. Ово потврђује да се проводни елемент, као што је велики океан, вероватно налази испод њене ледене површине. Како су спроведене бројне студије о атмосфери Европе, неколико налаза закључује да се не ослобађају сви молекули кисеоника у атмосферу. Овај непознати проценат кисеоника може бити апсорбован у површину и потонути у подземље. Пошто површина може да интерагује са подземним океаном (узимајући у обзир горе наведену геолошку дискусију), овај молекуларни кисеоник може да доспе до океана, где би могао да помогне у биолошким процесима.
Једна процена сугерише да, с обзиром на брзину обрта закључену из очигледне максималне старости површинског леда Европе од ~0,5 милијарди година, субдукција радиолитски генерисаних оксидујућих врста може довести до концентрација слободног кисеоника у океану које су упоредиве са онима у дубоким копненим океанима. 
Кроз споро ослобађање кисеоника и водоника, формира се неутрални торус око орбиталне равни Европе. Овај „неутрални облак“ су детектовале и летелице Касини и Галилео, и има већи садржај (број атома и молекула) од неутралног облака који окружује Јупитеров унутрашњи месец Ио.Овај торус је званично потврђен коришћењем снимања енергетски неутралног атома (ENA). Европски торус јонизује кроз процес размене електрона неутралних честица са својим наелектрисаним честицама. Пошто се магнетно поље Европе ротира брже од њене орбиталне брзине, ови јони остају на путањи путање њеног магнетног поља, формирајући плазму. Претпостављено је да су ови јони одговорни за плазму унутар Јупитерове магнетосфере.Дана 4. марта 2024. године, астрономи су известили да површина Европе можда има много мање кисеоника него што се раније претпостављало.

## Откриће атмосфере
Атмосферу Европе први пут су открили 1995. године астрономи Д. Т. Хол и сарадници користећи инструмент Годардов спектрограф високе резолуције Хабл свемирског телескопа.Ово запажање је додатно потврђено 1997. године орбитером Галилео током његове мисије унутар Јупитеровог система. Орбитер Галилео је извео три радио-окултације Европе, где је радио-контакт сонде са Земљом био привремено блокиран проласком иза Европе. Анализирајући ефекте које је ретка атмосфера Европе имала на радио-сигнал непосредно пре и после окултације, за укупно шест догађаја, тим астронома предвођен А. Џ. Клиором утврдио је присуство јонизованог слоја у атмосфери Европе.

## Клима и време
Упркос присуству гасовитог омотача,Европа нема облаке који производе временске услове нити присуство боје неба јер је њена гравитација прениска да би задржала значајну атмосферу довољну за те карактеристике.
Гравитација Европе је приближно 13% Земљине.
Температура Европине површине варира од –160°С на екватору до – 220°С на половима.
Међутим, сматра се да подземни океан Европе знатно топлији.Претпоставља се да је то због плимског загревања и распада радиоактивних елемената.
Постоје тачке у дубинама океана Европе које могу бити мало хладније од Земљиних океана.
Студије су такође указале да је океан Европе у почетку био прилично кисео,са великим концентрацијама сулфата, калцијума и 
угљен-диоксида.Али током 4,5 милијарди година 
постао је пун хлорида, чиме подсећа на наше океане на Земљи са 1,94% хлорида.